# Anastrophyllum recurvifolium
Anastrophyllum recurvifolium là một loài rêu trong họ Anastrophyllaceae. Loài này được Nees Stephani mô tả khoa học đầu tiên năm 1893.